# Las conversadoras
Las conversadoras o La confidencia, también conocida como Las chismosas, es una escultura en mármol de la artista francesa Camille Claudel. Hay variaciones de la pieza con o sin paredes, como la que se expone en el Museo Rodin de París.

## Obra
Como fuente de inspiración para esta obra, «Camille Claudel tomó un croquis al natural de un grupo de mujeres que se encontraba en el compartimento angosto de un vagón de tren».
La artista realizó estudios en yeso durante 1894; «ese mismo año habría de trabajar en la primera versión, con dos paredes levantadas detrás de la confidente que habla. De aquí deriva el mármol que hoy es parte del acervo de Museo Soumaya». Los especialistas Reine-Marie Paris y Arnaud de La Chapelle apuntan que fue mencionada en la exposición que organizó Eugène Blot en 1905.